# Colagénio, tipo III, alfa 1
Colagénio tipo III é uma proteína constituída por três cadeias idênticas de peptídeos (monómeros). Nos seres humanos é codificada pelo gene COL3A1
.